# Rudolf Niculin Bezzola

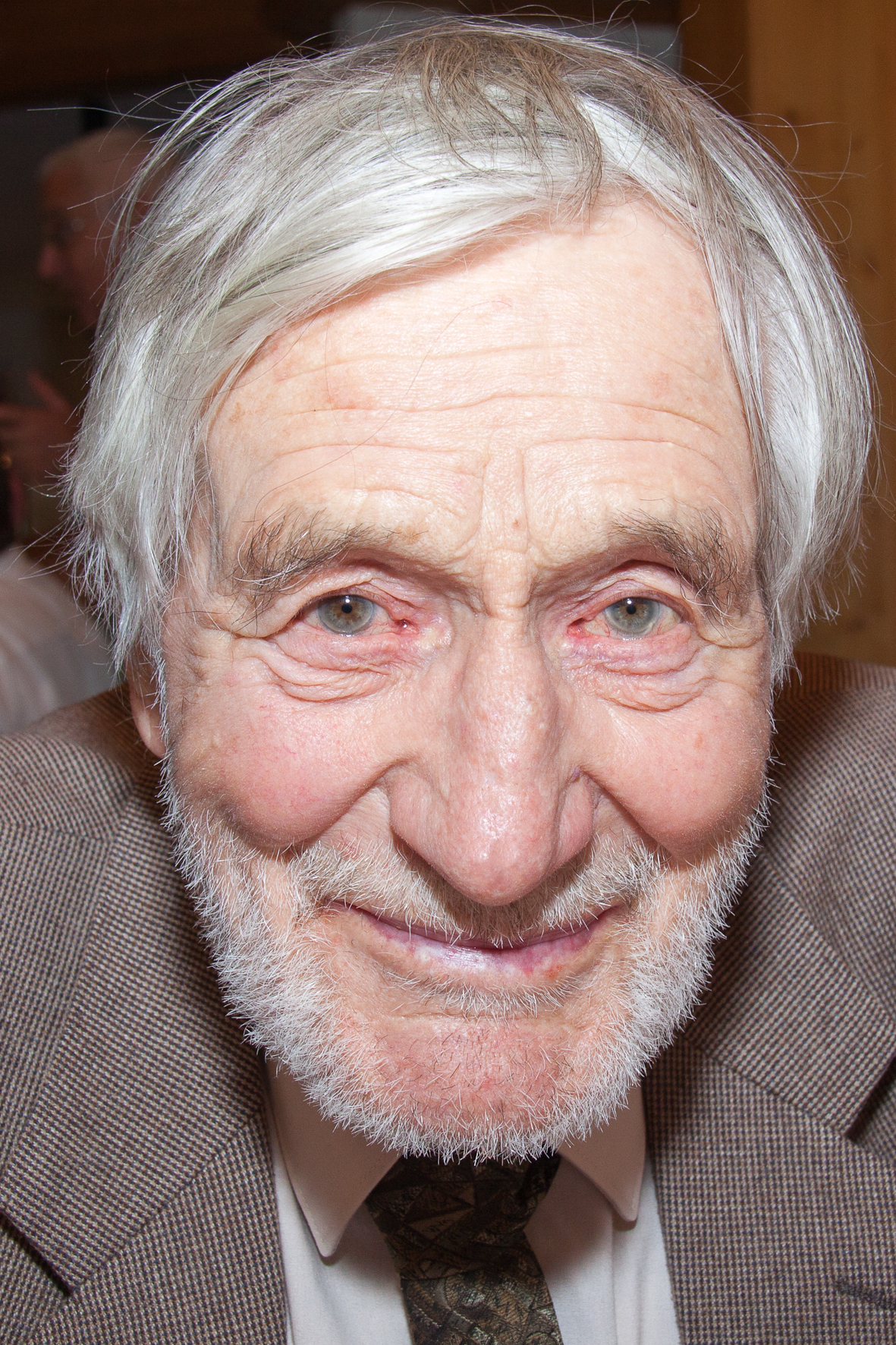
Rudolf Bezzola in hohem Alter

Rudolf Niculin (abgekürzt: Clà) Bezzola (* 13. Oktober 1917 in Ardez; † 6. Juni 2011 in Samedan) war ein Bündner reformierter Pfarrer, der sich in führender Funktion in der rätoromanischen Sprachbewegung insbesondere im Engadin engagierte.

## Leben und Werk
Rudolf Niculin war Sohn des Giovannin und der Annina Bezzola-Mengiardi. Er verbrachte seine Kindheit und Jugend in Ardez, wo er die Primarschule und zwei Klassen der Sekundarschule besuchte. Danach wechselte er an die Bündner Kantonsschule in Chur.
Im Anschluss an die Matura studierte Bezzola evangelische Theologie an der Universität Basel, an der Facoltà Valdese der Waldenser in Rom und schliesslich an der Universität Zürich. Seine theologischen Lehrer waren Leonhard Ragaz und Karl Barth.
Das Theologische Examen bestand er 1941 und wurde im gleichen Jahr in Bivio in die Bündner Synode aufgenommen. Am 1. August 1941 nahm er die Pfarrtätigkeit in Tschlin-Strada-Martina auf. In dieser Gemeinde gründete er eine Ortssektion der Jungen Kirche. Im Jahre 1947 wurde Bezzola nach Schwanden im Kanton Glarus gewählt. 1950 erfolgte die Rückkehr ins Engadin, nach St. Moritz. Mit anderen Mitstreitern begründete Bezzola dort die Evangelische Heimstätte Randolins.
1955 initiierte Bezzola den erst 1978 abgeschlossenen Prozess hin zu einer neuen Verfassung der reformierten Bündnerkirche. 1959 wurde Bezzola nach Zürich-Aussersihl an die dortige Bullingerkirche berufen. In dieser Zeit engagierte er sich auch politisch in der Sozialdemokratischen Partei der Schweiz, für die er auch ein Mandat im Zürcher Gemeinderat wahrnahm.
1974–1977 amtete Bezzola noch einmal vor seiner Pensionierung im Oberengadin in Samedan, dann von 1977 bis 1983 in Zürich-Altstetten, bevor er im Ruhestand noch während zwei Jahren die vakante Pastorationsgemeinschaft Ardez-Ftan im heimischen Unterengadin betreute.
Verheiratet war Bezzola ab dem 1. Juni 1944 mit Uorschla Campell (* 13. September 1922), mit der er drei Söhne und drei Töchter hatte.
Die letzten Jahre lebte Bezzola mit seiner Frau und über deren Tod 2008 hinaus im Alters- und Pflegeheim (rätoromanisch im Idiom Puter: Dmura d’attempos e chesa da fliamaint) Promulins in Samedan. Beerdigt wurde er auf dem Friedhof der Kirche San Gian in Celerina/Schlarigna.

## Publikationen

### Übersetzungswerke
- Bibgia da Scoula Svizra. (= Schweizer Schulbibel). 4. Auflage. Zürich 1974, ISBN 3-290-11283-7.
- Mitarbeit am Coral, dem ladinischen Gesangbuch, dort vertreten mit den Liedern Nr. 88 (Mantegna'ns, Segner, pro teis pled = Erhalt’ uns, Herr, bei deinem Wort) und Nr. 89 (Nos Segner Gesu ans ha dit = Unser Herr Jesus hat uns gesagt)

### Aufsätze
- Rudolf N. Bezzola: Filip Gallicius Saluz, 1504–1566. In: Annalas da la Societad Retorumantscha. 108/1995, S. 177–202.